# Rood marmer van Verona

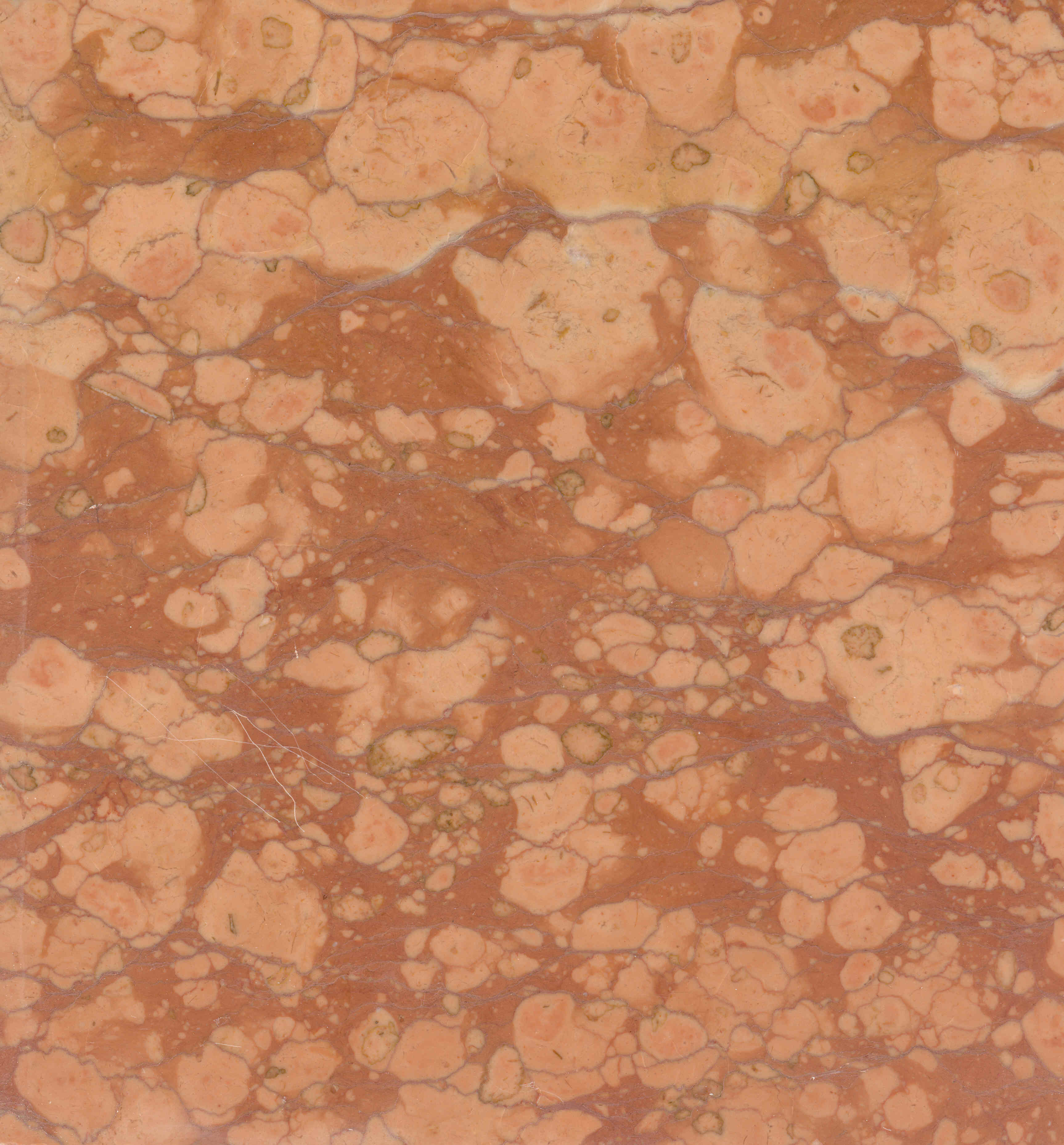
Ammonitico rosso

Onder Rood marmer van Verona wordt verstaan een siersteen bestaande uit rode kalkknobbels; dit steentype heet in het Italiaans ammonitico rosso. Het verwijst zowel naar de rode kleur (of ijzergehalte) als naar de oorsprong die teruggaat tot versteende ammonieten. Strikt gezien gaat het niet om marmer want de kalksteen onderging geen metamorfose in de geologische betekenis. De neerzettingen dateren van het Juratijdperk, en ontstonden op de bodem van de Tethysoceaan.
Het gaat om fijne kalksteen die knobbels bevat en soms complete fossielen. De knobbels hebben een lichtere kleur dan de matrix waarin ze ingebed zijn. De matrix bevat coprolieten ofwel versteende uitwerpselen van prehistorische diertjes die in de oceaan leefden. De kleur van het marmer is doorgaans rood maar kan variëren naar gele of groene tinten.
Verschillende marmergroeven bestonden en bestaan in de streek van Verona en Veneto. In de buurt van Verona gaat om de Monti Lessini, een bergketen die een uitloper is van de Alpen. In Veneto gaat het dan om de provincies Brescia en Padua.

## Synoniem
Rood marmer van Verona wordt in het Italiaans soms het marmer van de heilige Ambrosius genoemd; een bekende marmergroeve stond immers in Sant’Ambrogio di Valpolicella in de provincie Verona.

## Gebruik
Sinds de Romeinse Tijd werd het rode marmer van Verona gebruikt ter verfraaiing. Bekende plaatsen zijn de Arena van Verona en de Ponte Pietra, alsook kerken en kathedralen in Ancona, Bergamo, Brescia, Bologna, Crespi d’Adda, Padua en Venetië. Ter versiering wordt de rode kalksteen geslepen en bewerkt tot de juiste vorm en vervolgens gepolijst.

## Enkele voorbeelden

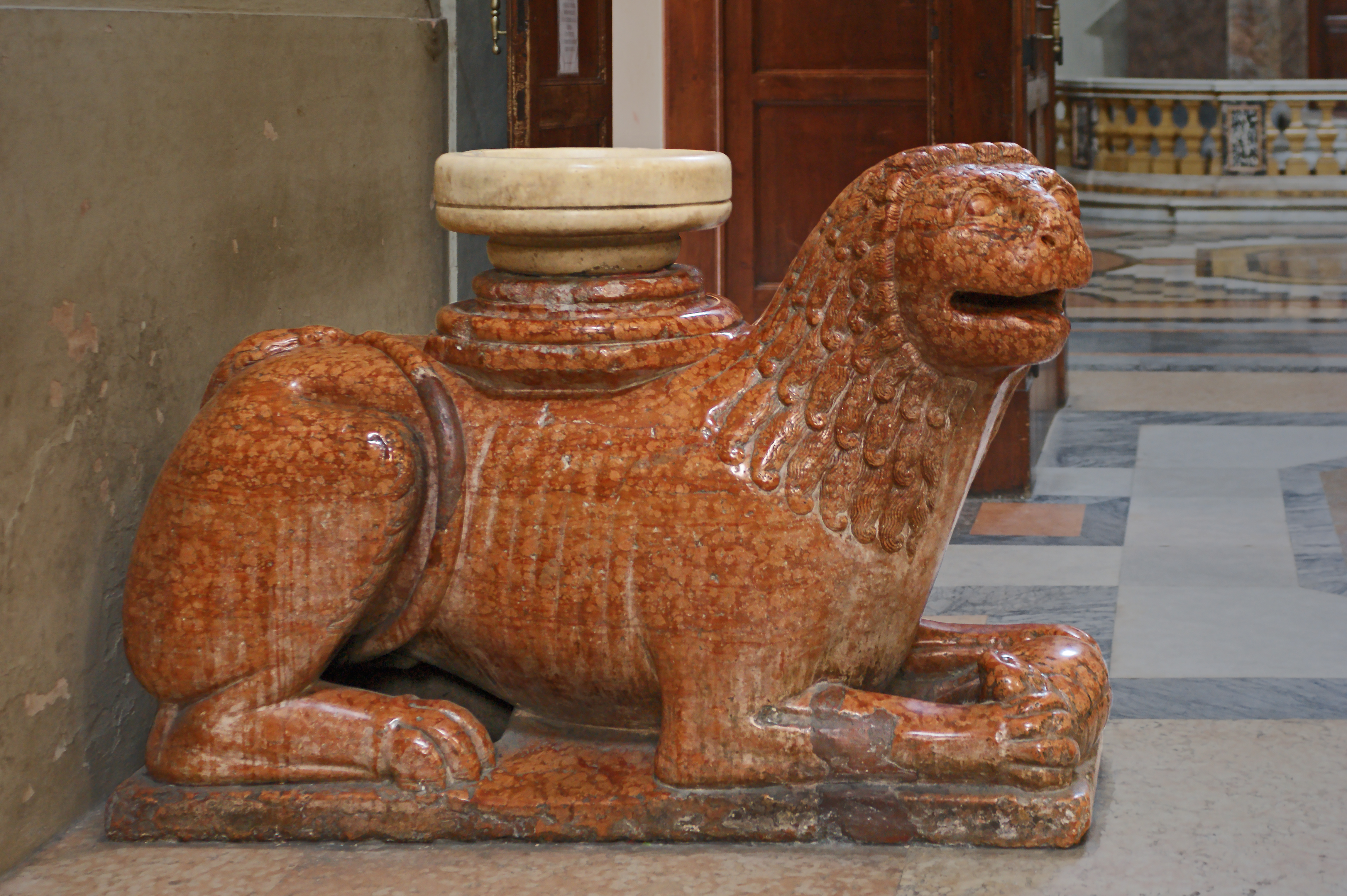
Wijwatervat in de kathedraal van Bologna
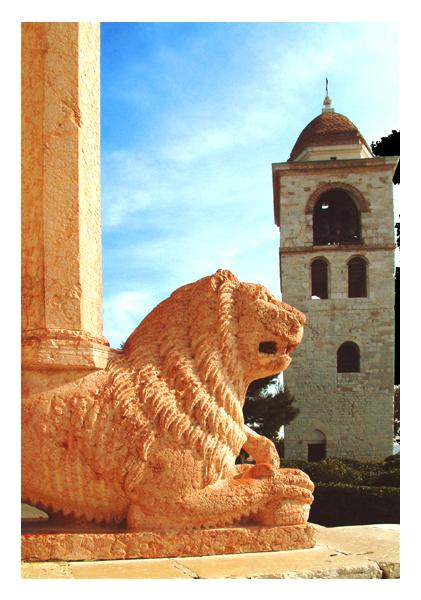
Kathedraal van Ancona
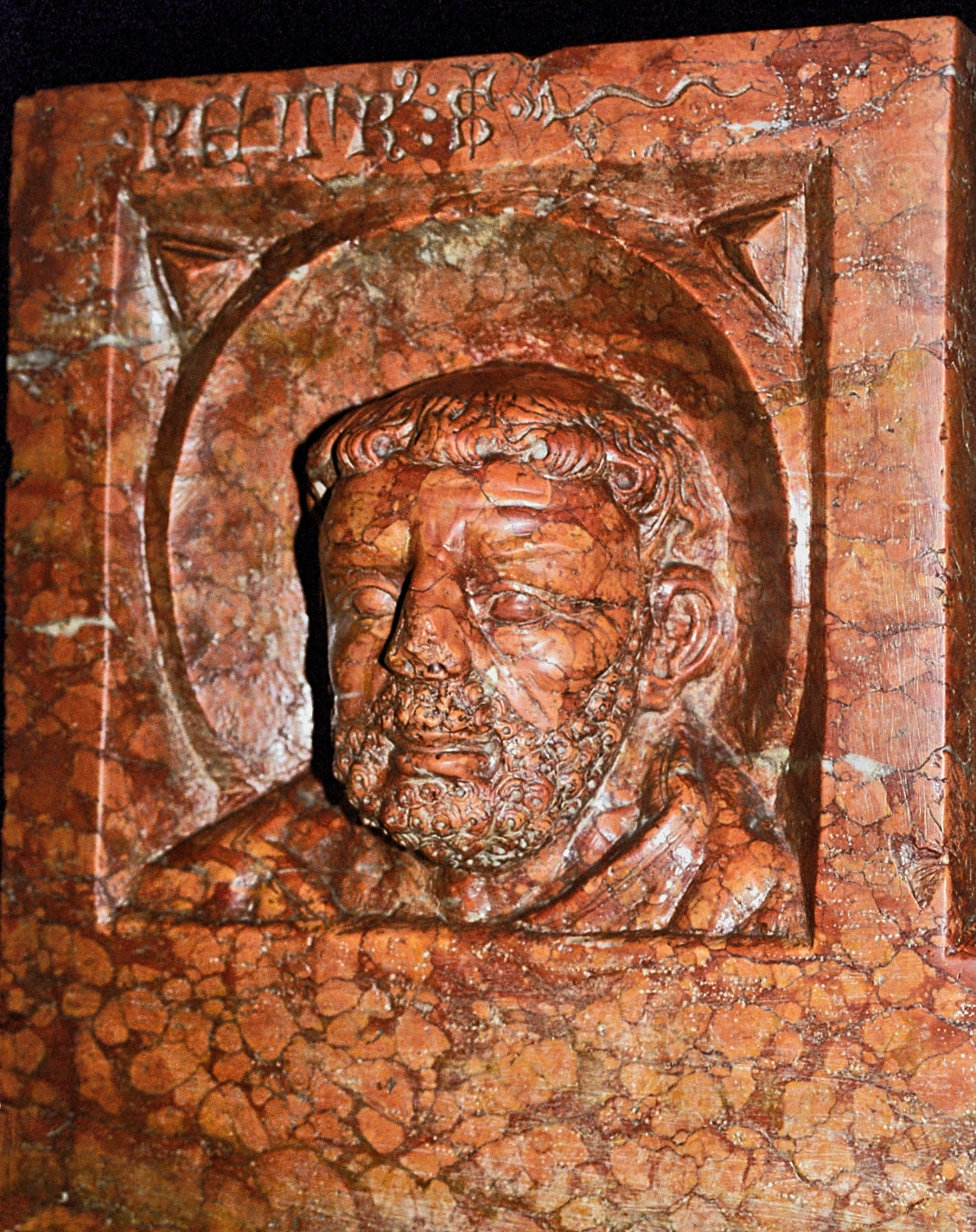
Sarcofaag in de kathedraal van Brescia